# 劉廷舉 (嘉靖進士)
劉廷舉（1509年—？），字直卿，號巨塘，湖廣黃州府麻城縣人，民籍，明朝政治人物。

## 生平
嘉靖十六年（1537年）丁酉科湖廣鄉試第十名舉人。嘉靖二十九年（1550年）中式庚戌科會試第一百三十七名，登第三甲第二百零五名進士。授宜春县知县，調新蔡县知县，三十五年正月考察調用。後官至袁州府知府。严嵩尸体殡荒寺中，刘廷举申议葬之，又善视其孤，时称长者。后升广西按察司副使，去之日有“彻底澄清一巨塘”之摇。致仕卒，祀乡贤。

## 家族
曾祖劉伯金；祖父劉名山；父劉濬。前母李氏；母丁氏。永感下。子劉諧，隆庆进士。